# Emma Naomi
Emma Naomi, född 1986, är en brittisk skådespelare.
Naomi har bland annat medverkat i TV-serierna Professor T (2021-2022) och Familjen Bridgerton (2020-2022). Hon har även medverkat i filmen Surprised by Oxford från 2022.

## Filmografi (i urval)
- 2020–2022 – Familjen Bridgerton (TV-serie)
- 2021–2024 – Professor T (TV-serie)
- 2022 – Surprised by Oxford